# Châtillon-en-Vendelais
Châtillon-en-Vendelais is een gemeente in het Franse departement Ille-et-Vilaine in de regio Bretagne. De plaats maakt deel uit van het arrondissement Fougères-Vitré. Châtillon-en-Vendelais telde op 1 januari 2022 1.738 inwoners.

## Geografie
De oppervlakte van Châtillon-en-Vendelais bedroeg op 1 januari 2022 32,03 vierkante kilometer; de bevolkingsdichtheid was toen 54,3 inwoners per km².

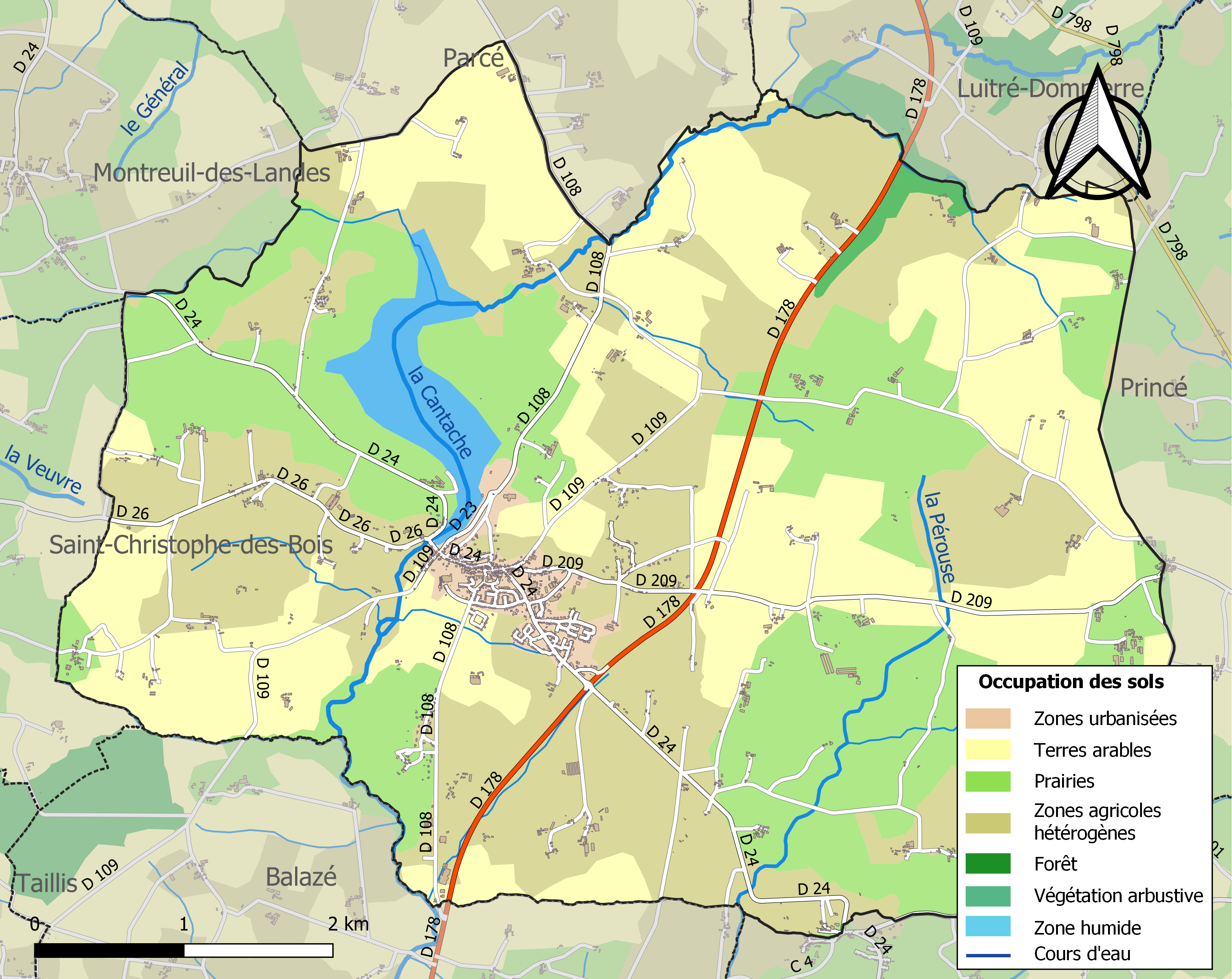
Kaart van de gemeente met belangrijkste infrastructuur, bodemgebruik en omliggende gemeenten

## Demografie
Onderstaande figuur toont het verloop van het inwonertal, bron: INSEE-tellingen. 